# 可哀想に!
可哀想に❗️（かわいそうに）は、日本のイラストレーター、キャラクターデザイナー。「おぱんちゅうさぎ」「んぽちゃむ」の作者として知られる。
一時期はCHOCOLATE Incに所属していたが、後に退職している。

## 来歴
多摩美術大学在学中にTwitterで「可哀想に!」名義での活動を開始する。独特な世界観と作風が10代から20代の若者を中心に人気を集め、企業とのコラボグッズの発売やポップアップショップ、コラボカフェなどの展開を行っている。

## 人物
- 「可哀想に❗️」の名称は活動開始当時、大学の友人が「明日が見えない」「絶望」といった名前でSNSをやっていたため、周りに合わせて命名したという[3]。

## 主な作品

### キャラクター
- おぱんちゅうさぎ
- んぽちゃむ

### ミュージック・ビデオ
- aespa
  - 「Sun and Moon」（映像製作）[4]
- 黒澤ルビィ（降幡愛）
  - 「コットンキャンディえいえいおー！」（映像製作）[5]
- Stray Kids
  - 「CASE 143 -Japanese ver.-」（映像製作）[4]

- 尾丸ポルカ
  - 「ぽ」（サムネイル、オリジナルMV、ジャケット）[6]